# 연합뉴스
연합뉴스(聯合뉴스, 영어: Yonhap News Agency)는 방송과 신문, 정부, 포털 사이트, 기타 예약 구독자에게 기사를 공급하는 국가기간 뉴스통신사다. 뉴스 기사와 사진 및 기타 정보를 한국의 신문, TV 네트워크 및 기타 미디어에 제공한다.

## 개요
1980년 12월 19일부터 신군부의 언론 통폐합 시기에 당시 양대 통신사였던 합동통신(合同通信)과 동양통신(東洋通信)이 통합하고 시사통신을 위시한 여타 군소 통신사를 흡수해 연합통신(聯合通信)으로 출범했다. 1998년 12월 19일 사명을 연합통신에서 연합뉴스로 변경했다. 1999년 내외통신을 흡수합병했다.
연합뉴스는 대한민국 내외의 취재망을 구축해 제작한 기사를 대한민국의 각종 신문사, 방송사, 행정부 각 부처, 주요 기관, 주요 기업체, 인터넷 매체, 국외 계약 매체 등에도 공급한다. 정치, 경제, 사회, 문화, 연예, 스포츠, 레저, 과학, 정보, 지방, 외신 등에 관계된 국내외 뉴스 하루 3천여 건을 제공하며 2003년 제정된 「뉴스통신 진흥에 관한 법률」에 의거해 국가기간뉴스통신사로 지정됐으며 국내에 전문 취재 기자 580여명, 워싱턴, 파리, 모스크바, 도쿄, 베이징 등을 위시해 전 세계 30여개 주요 지역에 특파원과 통신원 60여 명을 파견한다.
연합뉴스는 미국의 AP, UPI, 영국의 로이터, 프랑스 AFP, 독일의 DPA, 러시아의 이타르타스, 중국 신화통신(新華通信), 일본 교도통신(共同通信), 중동 등을 위시한 세계 80여개 통신사와 뉴스 교류를 협정한 상태이며 2002년 12월에는 조선중앙통신사(KCNA)와 뉴스 교류를 협정해 조선민주주의인민공화국의 소식도 공급한다. 조선중앙통신사, 노동신문, 조선신보 등 조선민주주의인민공화국 관련 매체의 국내 독점 배포권자다.
1995년에 텔레비전 뉴스 채널 YTN을 시작했지만 1997년에 한전KDN에 매각하면서 분리되었다. 2011년에 뉴스Y라는 이름으로 다시 시작했고 2015년에 연합뉴스TV로 이름을 변경했다.

## 연혁
- 1945년 12월 20일 합동통신 발족
- 1952년 4월 20일 동양통신 발족
- 1980년 12월 19일 주식회사 연합통신 창립
- 1981년 1월 1일 합동통신과 동양통신을 통합
- 1981년 1월 4일 창간호 발행(뉴스 공급 개시)
- 1988년 7월 31일 서울특별시 종로구 수송동 신사옥으로 본사 이전
- 1991년 방송 뉴스 서비스 시작
- 1995년 3월 1일 보도전문채널 YTN 개국
- 1996년 11월 1일 인터넷 홈페이지 개설
- 1997년 9월 2일 한국전력공사 자회사인 한전KDN (정보네트워크)와 YTN 지분 30% 양도∙양수 기본 합의서에 서명
- 1997년 12월 2일 YTN의 지분을 한국전력공사의 자회사인 한전KDN에 매각[5][B]
- 1998년 11월 19일 인터넷 연합뉴스 창간
- 1998년 12월 19일 사명을 주식회사 연합통신에서 주식회사 연합뉴스로 변경
- 1999년 1월 1일 내외통신을 흡수 합병
- 2000년 6월 1일 자회사인 주식회사 연합인포맥스 설립
- 2002년 2002년 FIFA 월드컵 주관 통신사로 선정
- 2002년 12월 10일 조선중앙통신과 기사나 사진 수신 계약. 조선민주주의인민공화국 뉴스 공급
- 2003년 5월 29일 뉴스통신 진흥에 관한 법률 (법률 6905호) 제정. 국가기간뉴스통신사로 지정
- 2005년 10월 24일 연합뉴스 최대 주주인 뉴스통신진흥회, 초대 이사진 구성
- 2011년 12월 1일 보도전문채널 뉴스 Y 개국
- 2013년 10월 21일 서울특별시 종로구 수송동 연합미디어센터로 재이전
- 2015년 1월 5일 채널명을 뉴스 Y에서 연합뉴스TV로 변경
- 2016년 4월 연합뉴스 북한포털 개설
- 2018년 2월 평창동계올림픽 주관뉴스통신 업무 수행
- 2018년 4월 남북정상회담(판문점) 주관뉴스통신 업무 수행
- 2018년 5월 북한 전문 영어뉴스·정보채널 ‘ North Korea Now ’ 출범
- 2018년 9월 남북정상회담(평양) 주관뉴스통신 업무 수행
- 2018년 10월 유튜브 영어뉴스 ‘Korea Now’ 채널 출범
- 2019년 9월 연합뉴스 재난포털 개설
- 2019년 11월 아시아·태평양 뉴스통신사기구(OANA) 서울총회 개최, 연합뉴스 OANA 의장사 선임
- 2019년 11월 ‘2019 한·아세안 특별정상회의’ 주관뉴스통신 업무 수행
- 2020년 4월 인공지능(AI) 날씨 기사 서비스 실시
- 2022년 3월 통합 콘텐츠 판매사이트 ‘헬로아카이브’ 오픈
- 2022년 8월 재난포털 상시운영 체제로 확대 개편
- 2022년 8월 연합인포맥스, 경제전문방송 ‘연합뉴스경제TV’ 출범
- 2022년 9월 영문 글로벌기업 뉴스사이트 'BIZ‘ 오픈
- 2024년 3월 구글 지원사업 ‘연합뉴스 게임즈’ 서비스 시작
- 2024년 6월 ‘2024 한-아프리카 정상회의’ 주관뉴스통신 업무 수행
- 2025년 2월 22일 헬로아카이브 등 연합뉴스 계열 서비스 통합회원제도 시행

## 주요 주주
주요 주주
- 뉴스통신진흥회 30.77%
- KBS 27.77%
- MBC 22.30%
- 그 외 주주 19.16%

## 자회사

### 연합뉴스TV
주식회사 연합뉴스TV는 연합뉴스가 운영하는 보도 전문 채널이다. 전국 어디서나(KCTV제주는 제외) 23번으로 방송된다.

### 연합인포맥스
주식회사 연합인포맥스는 기관, 개인투자가들에게 금융 관련 뉴스, 리얼타임 금융 정보, 분석 프로그램 등을 전용회선과 인터넷을 이용해 전달하는 '금융 정보 제공 회사'이다. 연합인포맥스는 연합뉴스에서 1991년 시작된 인포맥스 사업을 계승해 2000년 6월 자회사로 출범했다.

## 같이 보기
- 조선중앙통신사
- 나무뉴스

### 내용주
1. ↑  내외통신은 대한민국 국가안전기획부과 밀접한 연관이 있는 단체로 사실상 국가안전기획부가 운영했다. 내외통신은 주로 조선민주주의인민공화국의 뉴스를 재생산했다.[1]
2. ↑  1997년 12월 2일 이후에는 연합뉴스의 소유권과 YTN에 관련이 없으며, 다른 방송사인 2011년 12월 1일 뉴스Y(現 연합뉴스TV) 개국하였다.

### 참조주
1. ↑  김인구 (1998년 12월 18일). “[내외통신] 24년만에 간판 내린다…연합뉴스에 통합”. 《조선일보》. 2022년 9월 11일에 확인함.
2. ↑  “연합뉴스 연혁/1990년대”. 2012년 11월 13일에 확인함.
3. 1 2  “연합뉴스 소개”. 2013년 11월 20일에 확인함.
4. ↑  “About Us”. 2007년 7월 17일에 원본 문서에서 보존된 문서. 2007년 7월 22일에 확인함.
5. ↑  “YTN 10년사”. 2008년 12월 19일에 원본 문서에서 보존된 문서. 2008년 12월 14일에 확인함.